# Freinage automatique d'urgence
Pour les articles homonymes, voir AEB.

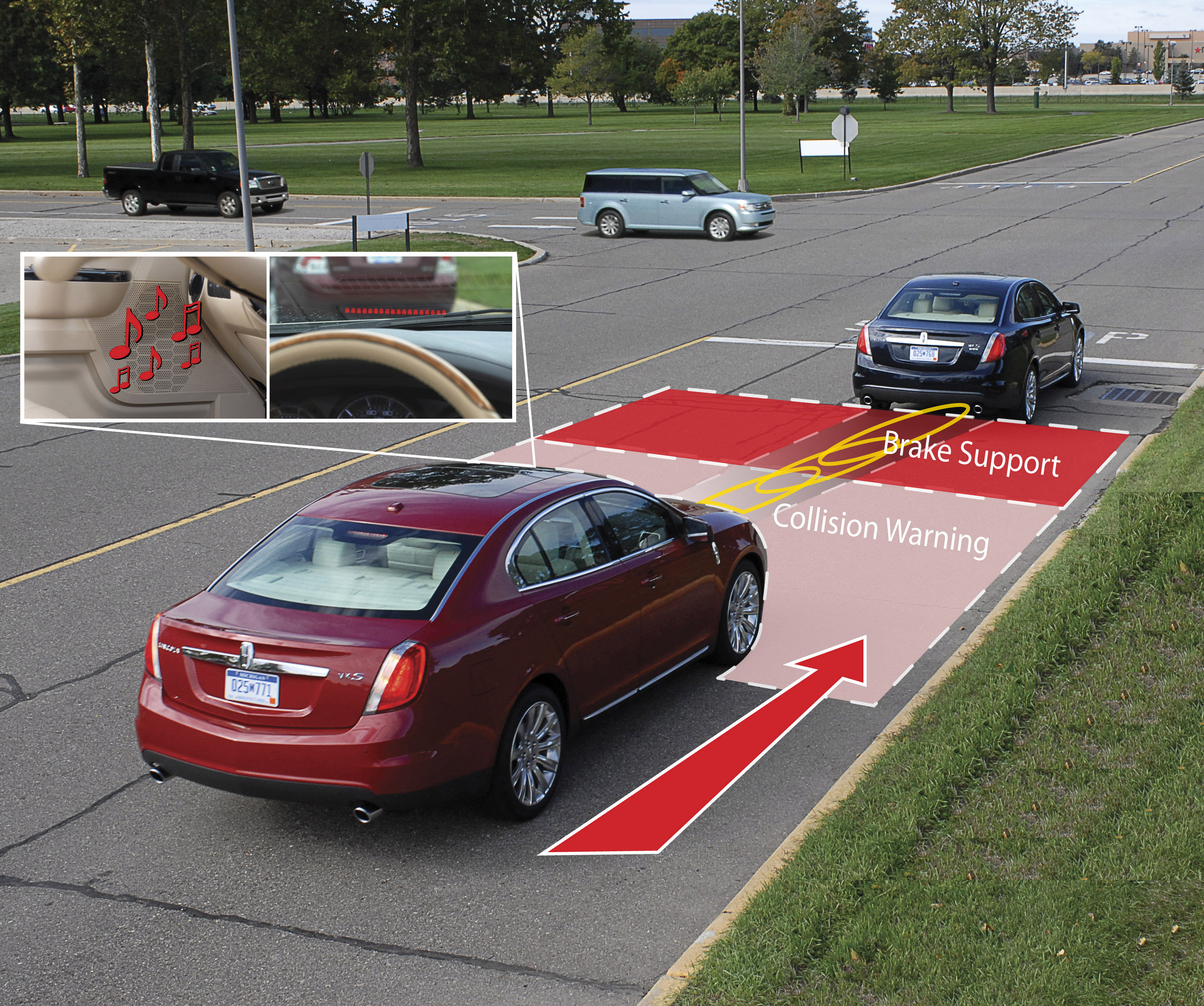
L'AEB peut émettre un signal sonore et freiner de manière autonome, dans certaines situations

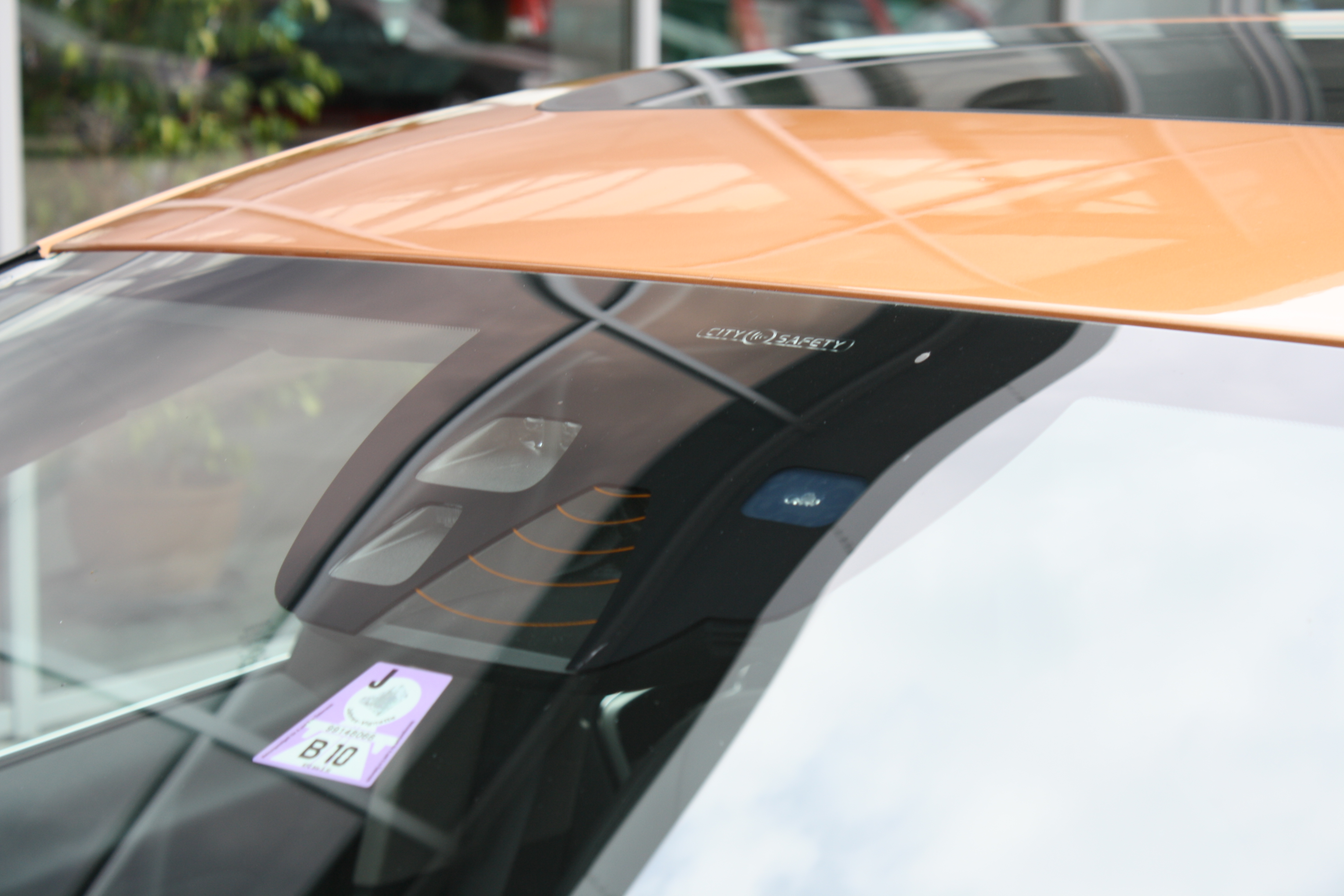
Volvo S60, système City Safety utilisant plusieurs caméras

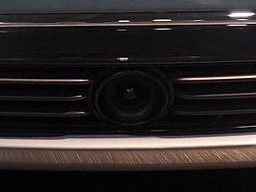
Caméra détectrice pour le Forward Collision Warning du Chrysler Pacifica

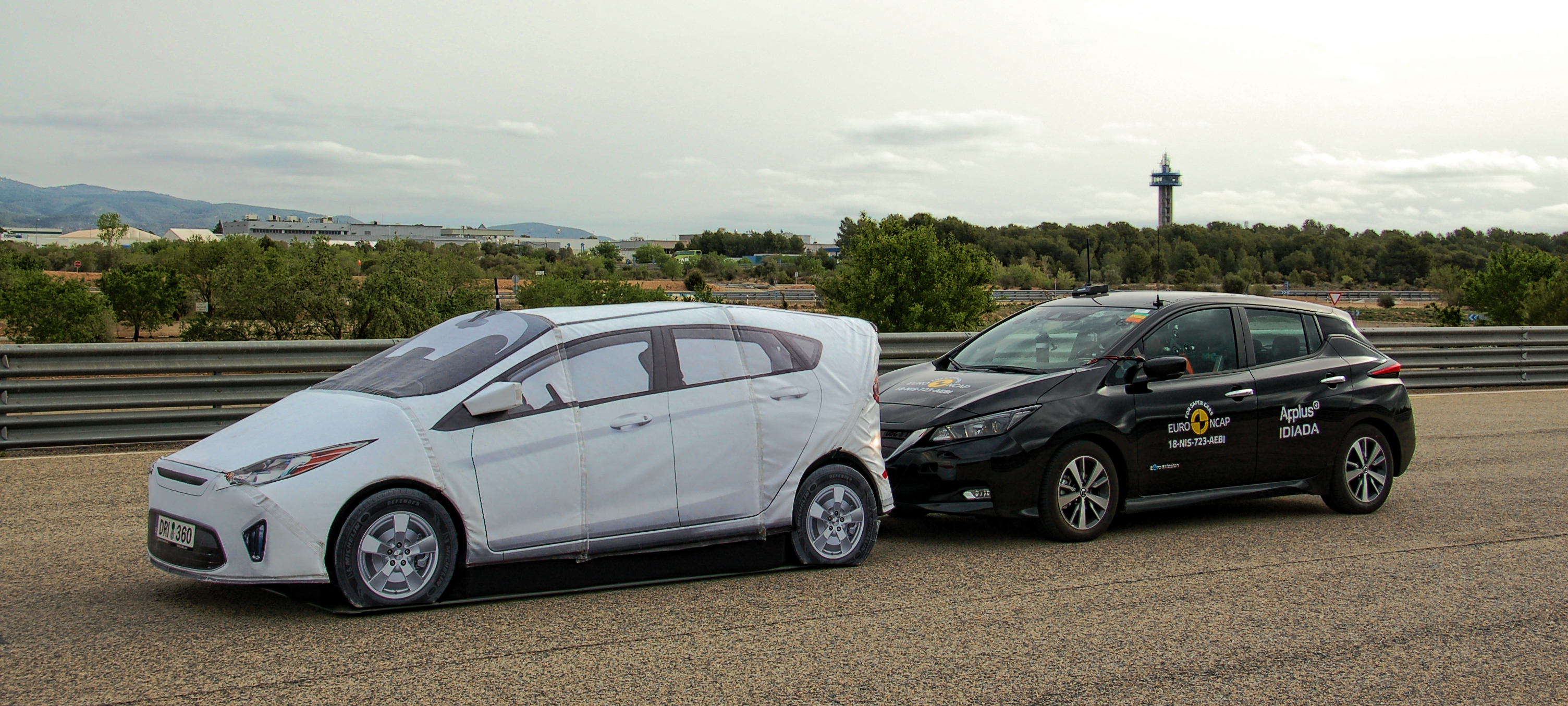
Un véhicule approchant d'une cible mobile pour un test Autonomous Emergency Braking (AEB)

Le freinage automatique d'urgence ou freinage autonome d'urgence (sigle AEBS en anglais) ou Freinage d’urgence automatique (au Canada) est un dispositif qui permet à la voiture ou au camion de freiner automatiquement lorsqu'il détecte une collision imminente avec un véhicule, un piéton ou un autre obstacle détecté. Il a été introduit en tant que systèmes avancés de freinage d’urgence.
Il est réglementé en tant que système actif de freinage d’urgence (AEBS).
Le Japon a été leader dans le déploiement de ce type de technologie pour améliorer la sécurité routière, avec 84,6% de véhicules équipés en 2018.

## Confusion
L'AEB ne doit pas être confondu avec l'assistance au freinage d'urgence qui ne fait qu'amplifier la puissance de freinage générée par le conducteur en cas de situation critique.
Toutefois, aux États-Unis, les fonctions dynamic brake support (DBS) et crash imminent braking (CIB) sont considérées comme des systèmes AEB.
Aux États-Unis, un système de freinage automatique existe pour les voitures qui sortent d'une place de parking en marche arrière. Ce système ne fonctionne pas toujours en présence d'un enfant ou d'un véhicule circulant perpendiculairement jusqu'à 24 km/h.

## Historique
En 2008, le premier véhicule équipé en standard d'un AEB a été le Volvo XC60.
En 2009, le Règlement (CE) no 661/2009 du Parlement européen et du Conseil du 13 juillet 2009 concernant les prescriptions pour l’homologation relatives à la sécurité générale des véhicules à moteur, de leurs remorques et des systèmes, composants et entités techniques distinctes qui leur sont destinés prévoit des possibilités d'exception de l'utilisation des systèmes avancés de freinage d’urgence ou advanced emergency braking systems (AEBS) sur certains véhicules. Cette directive considère un «système avancé de freinage d’urgence» comme « un système qui peut détecter automatiquement une situation d’urgence et activer le système de freinage du véhicule pour ralentir le véhicule et ainsi éviter ou atténuer une collision ».
En 2012, le Règlement (UE) n° 347/2012 de la Commission du 16 avril 2012 portant application du règlement (CE) n° 661/2009 du Parlement européen et du Conseil en ce qui concerne les prescriptions pour la réception par type de certaines catégories de véhicules à moteur en matière de systèmes avancés de freinage d’urgence encadre le fonctionnement des AEBS.
Le graphique qui aurait dû être présenté ici ne peut pas être affiché car il utilise l'ancienne extension Graph, désactivée pour des questions de sécurité. Des indications pour créer un nouveau graphique avec la nouvelle extension Chart sont disponibles ici.

En 2019, l'Union européenne et le Japon se sont entendus pour définir dans le cadre de l'ONU, un AEBS fondé sur des exigences strictes et harmonisées au niveau international qui permette à l'AEBS de se déclencher jusqu'à 60 km/h.
Le Règlement (UE) 2019/2144 du Parlement Européen et du Conseil du 27 novembre 2019 est adopté en juin 2019, pour entrer en vigueur dès le 6 juillet 2022 pour les nouveaux types de véhicules et le 7 juillet 2024 pour les véhicules neufs (nouvelle immatriculation), sur tous les véhicules légers neufs : voitures, camionnettes et minibus pour ce qui concerne la détection des voitures . L'obligation pour la détection des piétons n'est prévue quelques années plus tard.
Le règlement de l'ONU prévoit l’harmonisation des AEBS à des vitesses comprises entre 10 km/h (automobiles) ou 20 km/h (piétons) et 60 km/h un freinage de 5 m/s2.
En juillet 2020, le règlement CEE-ONU 152, précise différents scénarios:
- dans le cas d'un freinage d'urgence voiture-voiture, permet une décélération de 5 mètres par seconde carrée, pour un freinage d'urgence, qui se déclenche à des vitesses comprises entre 10 et 60 km/h, sauf en cas de désactivation. Ceci doit permettre un impact de 35 km/h pour une vitesse initiale de 60 km/h[10].
- dans le cas d'un freinage d'urgence voiture-piéton, permet une décélération de 5 mètres par seconde carrée pour un freinage d'urgence, qui se déclenche à des vitesses comprises entre 20 et 60 km/h, sauf en cas de désactivation. Ceci doit permettre un impact de 45 km/h pour une vitesse initiale de 60 km/h[10].

## Prévalence
Le Japon est un pays leader dans le déploiement du freinage automatique d'urgence : en 2016, 50% des véhicules vendus au Japon sont équipés du freinage automatique d'urgence et en 2017 80% des Toyota vendues étaient équipées du freinage automatique d'urgence. En 2018, 84,6% des véhicules du Japon sont équipés de l'AEBS.
En 2018, le taux d'équipement n'est que de 24% en Europe et de 9% aux Etats-Unis.
Au Royaume-Uni, l'AEB est disponible en standard dans les Mercedes-Benz Classe C, dans 83 % des Golf Volkswagen et dans 71 % des Nissan Qashqai.
En France, la Peugeot 308 et la Renault Scénic IV sont équipées de l'AEB en série.
Le freinage automatique d'urgence équipe un quart des véhicules en 2016 au niveau mondial[réf. nécessaire].
En Amérique du Nord, l'AEB devrait être généralisé à partir du 1er septembre 2022, par vingt groupes automobiles, représentant 99 % des véhicules vendus aux États-Unis, ont décidé de faire de ce système une technologie standard dans leurs véhicules : Audi, BMW, FCA US, Ford, GM, Honda, Hyundai, Jaguar Land Rover, Kia, Maserati, Mazda, Mercedes-Benz, Mitsubishi, Nissan, Porsche, Subaru, Tesla, Toyota, Volkswagen et Volvo.
En décembre 2020, 10 constructeurs ont atteint 100% d'AEB sur les véhicules commercialisés aux États-Unis, sans répondre à un règlement. Sur les 20 constructeurs qui se sont engagés, la présence d'AEB varie de 0% à 100% aux Etats-Unis.

## Règlements internationaux
Le règlement 131 du CEE-ONU "Prescriptions uniformes relatives à l'homologation des véhicules automobiles en ce qui concerne le système actif de freinage d'urgence (AEBS)" vise à établir des prescriptions uniformes pour les systèmes actifs de freinage d'urgence (AEBS) installés sur les véhicules automobiles des catégories M2, M3, N2 et N3, principalement utilisés sur des autoroutes.
Le règlement n° 131 de l'ONU a été adopté en novembre 2012 et rendu obligatoire dans l'Union européenne en 2013 pour les nouveaux camions et autocars.
Le règlement 152 vise les véhicules de catégorie M1 et N1.
L'AEBS a été étendu aux voitures avec le règlement n° 152 de l'ONU adopté en février 2019, qui deviendra obligatoire dans l'UE — et l'Irlande du Nord — en juillet 2022,.
Les nouvelles dispositions pour les camions et les autocars au titre du règlement n° 131 de l'ONU approuvées le vendredi 28 janvier 2022 par le groupe de travail sur les véhicules automatisés/autonomes et connectés (GRVA) pourra être adopté par le Forum mondial de l'harmonisation des règlements concernant les véhicules en juin 2022, le règlement révisé de l'ONU entrera en vigueur en février 2023. Il s'agit notamment d'un freinage automatisé beaucoup plus puissant à la détection d'objets immobiles sans avertissement préalable par un système d'alerte. D'après l'Institut fédéral allemand de recherche sur les autoroutes (BASt)  les accidents avec choc par l'arrière impliquant des poids lourds ou des autocars ont tué 1 000 personnes entre 2016 et 2018  dans 6 pays européens (Allemagne, Autriche, France, Italie, Suède et Royaume-Uni) alors que dans la moitié des accidents graves le véhicule percuté était à l'arrêt ou immobilisé avant la collision.

## Efficacité et bénéfices

### Efficacité au Japon
Au Japon, Toyota a estimé que ces véhicules équipés de ce type de technologie réduisait leur accidentalité de 50 %.
Dans le même temps, la mortalité dans le pays a diminué de 28 % entre 2010 (46 tués par million d'habitants) et 2018 (32,9 tués par million d'habitants). La mortalité a ensuite continué à décroitre en 2019 et en 2020.

### Efficacité attendue en Australie
Le caractère légalement obligatoire de ce règlement pourrait sauver 586 vies, éviter 20 600 blessés graves et 73 937 blessures mineures et économiser 2,645 milliards de dollars australiens.

## Dénominations commerciales
La dénomination de cette technologie varie d'un véhicule à l'autre :
| Marque                   | Dénomination | Disponibilité en série[Où ?] (%) | disponibilité au Japon | disponibilité 2020 États-Unis |
| ------------------------ | --- | -------------------------------- | ---------------------- | ----------------------------- |
| Audi                     | Adaptive Cruise Control with Pre Sense Front Pre-Sense Front Pre Sense City | 16                               |                        | 99                            |
| BMW                      | Driving Assistant Driving Assistant Plus Active Guard | 23                               |                        | 99                            |
| Chrysler                 | Forward Collision Warning Active Breaking |                                  |                        | 14                            |
| Citroën                  | Active City Brake |                                  |                        |                               |
| Fiat                     | City Brake Control Brake Control |                                  |                        | 14                            |
| Ford                     | Active City Stop Pre Collision Assist Active Braking | 7                                |                        | 91                            |
| Honda                    | Collision Mitigation Braking System City Brake Active System |                                  |                        | 94                            |
| Hyundai                  | Autonomous Emergency Braking |                                  |                        | 96                            |
| Infiniti                 | Forward Collision Warning & Intelligent Brake Assist (Safety Shield) Forward Collision Emergency Braking Intelligent Cruise Control with Emergency Brake (Dynamic Safety Shield) Forward Collision Warning & Intelligent Brake Assist |                                  |                        |                               |
| Jaguar                   | Autonomous Emergency Braking |                                  |                        | 0                             |
| Jeep                     | Forward Collision Warning Plus Forward Collision Plus |                                  |                        |                               |
| Kia                      | | 14                               |                        | 75                            |
| Land Rover - Range Rover | Autonomous Emergency Braking | 100                              |                        | 0                             |
| Lexus                    | Pre Crash System Adaptive Cruise Control System with Pre Crash Safety |                                  |                        |                               |
| Mazda                    | Smart City Braking Support |                                  |                        | 96                            |
| Mercedes-Benz            | Collision Prevention Assist 3.0 Distronic Plus | 88                               |                        | 97                            |
| Mini                     | Driving Assistant |                                  |                        |                               |
| Mitsubishi Motors        | Forward Collision Mitigation |                                  |                        | 39                            |
| Nissan                   | Forward Emergency Braking | 30                               |                        | 93                            |
| Opel                     | Forward Collision Warning with Automatic Brake Intervention Front Camera + Emergency Braking Front Camera + Emergency Braking Adaptive Cruise and Stop Go                                                                             |                                  |                        |                               |
| Peugeot                  | Active City Brake Emergency Collision Alert with Emergency Braking |                                  |                        |                               |
| Porsche                  | Adaptive Cruise with Porsche Active Safe |                                  |                        | 55                            |
| Renault                  | Active Emergency Braking |                                  |                        |                               |
| Seat                     | Adaptive Cruise Control with Front Assist Safety Assist Front Assist |                                  |                        |                               |
| Skoda                    | City Safe Drive Front Assist |                                  |                        |                               |
| Subaru                   | Eyesight |                                  |                        | 99                            |
| Suzuki                   | Radar Brake Support |                                  |                        |                               |
| Tesla                    | Automatic Emergency Braking |                                  |                        | 100                           |
| Toyota                   | Pre-Crash System | 53                               | > 80%                  | 97                            |
| Vauxhall                 | | 14                               |                        |                               |
| Volkswagen               | Front Assist Including City Emergency Braking City Emergency Braking | 46                               |                        | 98                            |
| Volvo                    | | 100                              |                        | 100                           |

## Technique de fonctionnement
Le freinage autonome d'urgence repose sur des capteurs de distance radar éventuellement couplés à des caméras en stéréovision. À partir de ces données, le système de freinage estime les risques de collision, prévient le conducteur, et en cas d'urgence, actionne directement le freinage et anticipe le choc, par exemple en resserrant les ceintures de sécurité.
Cette technique permet aussi de faire fonctionner une alerte de collision avant.
Depuis 2017, Bosch propose un système capable de réagir en moins de 190 millisecondes et d'arrêter un véhicule roulant jusqu'à 40 km/h.
D'après les Britanniques, les cas les plus courants pourraient être détectés avec un angle de 35°, mais un angle plus large (par exemple de 180°) est nécessaire pour détecter les véhicules les plus rapides, comme les vélos,.

## Homologation et évaluations

### Essais d'homologation
Dans les pays recourant à un système d'homologation, les essais se font sur une cible M1 (voiture de tourisme) correspondant à des caractéristiques reproductibles dimensions, poids, réflectivité infrarouge, propriétés radar, correspondant aux capteurs utilisés: radar, optique, lidar, voire ultrasons.
Dans le cadre du règlement 131 (poids-lourd) l'essai se fait avec une vitesse de 80 km/h et une distance de 120 mètres avec la cible.
Le règlement ne prévoit pas d'essai ni avec un véhicule à l'arrêt ni avec un véhicule N1 (poids-lourd).

### Programmes d'évaluation
Des programmes d'évaluation NCAP existent pour différentes catégories de freinage automatique d'urgence: city, interurbain, piéton et cycliste.
Le programme de freinage automatique d'urgence pour cycliste a été développé alors que les piétons, cyclistes et autres deux-roues représentent la moitié des tués sur les routes européennes. Sa dénomination anglaise est « AEB Vulnerable Road Users » et « AEB cycliste » en français.
L'AEB city évalue la performance de l'AEB dans les conditions de circulation en ville, à une vitesse jusqu'à 20 km/h, en se fiant à la réflexivité des véhicules.
L'AEB inter urban utilise un radar de longue portée — jusqu'à 200 m — pour des vitesses élevées, comprises entre 50 et 80 km/h, pratiquées sur des routes interurbaines.
L'AEB pedestrian utilise généralement une caméra vidéo pour détecter des piétons, selon leur forme et leur mouvement relatif à la trajectoire du véhicule
L'Euro NCAP utilise des véhicules cibles (Euro NCAP Vehicle Target ou EVT) alors que la NHTSA utilise un véhicule de remplacement Strikeable de la NHTSA
(Strikeable Surrogate Vehicle ou SSV).
La NHTSA considère l'AEB piéton comme une technologie prometteuse, mais n'évalue pas encore cette fonctionnalité.

## Législation
L'AEBS est obligatoire pour les nouveaux poids lourds et autobus et autocars depuis le 1er novembre 2015.
L'AEB est obligatoire au Japon depuis 2020.
L'AEB sera obligatoire dans l'Union européenne dès le 6 juillet 2022 pour les véhicules neufs selon le Règlement (UE) 2019/2144 du Parlement Européen et du Conseil du 27 novembre 2019.
Les États-Unis, l'Inde et la Chine également parties prenantes avec le forum mondial de l'ONU-CEE, n'ont pas rendu l'AEB obligatoire pour maintenir la prédominance de leurs législations et règlements nationaux.

## Limites
Les limites des aides à la conduite AEB font qu'elles ne peuvent pas remplacer l'attention ou le jugement du conducteur, et en conséquence ne permettent pas de dépasser les vitesses préconisées ou de réduire la distance de sécurité.
Les systèmes AEB sont limités dans leur fonctionnement, s'ils peuvent enclencher le freinage dans certaines situations d'urgence, ils ne peuvent pas le faire dans toutes les circonstances.
En particulier, ils peuvent ne pas freiner ou ne freiner que tardivement.
Ces limitations peuvent être décrites dans le mode d'emploi du véhicule remis au propriétaire ou dans le guide du propriétaire. Par exemple, Tesla a expliqué à USA TODAY que le mode d'emploi de ces véhicules indique que l'AEB n'est pas conçu pour éviter chaque collision.
Le système de Tesla en particulier ne détecte pas les véhicules d'urgence arrêtés entre deux voies ou dans une courbe.
Toutefois, beaucoup de propriétaires de véhicule n'ont pas une compréhension fine des capacités et des limites de l'AEB de leur véhicule.
Par exemple le système d'AEB en présence de cycliste de Volvo est prévu pour les cas correspondant à un vélo dans le sens de la marche, de taille adulte, et équipé de réflecteurs réglementaires, à une hauteur de 70 centimètres.

### Exemple de limites d'un AEB piéton
Les limites d'un AEB piéton peuvent dépendre du véhicule. Parmi ces limites, sur certains véhicules on trouve la non-détection :
- des piétons de moins d'un mètre ou de plus de deux mètres ;
- des piétons dont la couleur se confond à la couleur du fond ;
- des piétons dans l'obscurité (tunnel/ nuit) ;
- des piétons équipés d'un manteau de pluie rendant leur silhouette obscure ;
- des piétons à proximité de grands objets ;
- des piétons en groupe ;
- des piétons se déplaçant rapidement ou changeant de direction[39].

En octobre 2019, aux États-Unis, une étude de 48 pages de l'Association américaine des automobilistes illustre quelques limites de la détection de piétons :
- Lorsqu'un piéton adulte traverse la chaussée, dans de bonnes conditions de visibilité, devant un véhicule roulant à 30 km/h, le système peut éviter dans 40 % des cas complètement l'accident mais à 50 km/h, le système n'évite pas complétement la collision[40]
- En dehors de ce cas nominal, la détection est limitée, notamment sur autoroute, dans les virages ou la nuit[41],[42].

### Effets secondaires

#### Freinage inutile en Amérique du Nord
Aux États-Unis et au Canada, l'AEB peut avoir des effets secondaires indésirés.
Ainsi, sur un VUS de Nissan, «une structure métallique comme un passage à niveau ou un panneau de signalisation suspendu peut entraîner l’activation du système de freinage d’urgence automatique (AEB) lorsque celui-ci n’est pas nécessaire» selon les autorités locales.
Des réclamations contre 750 différents véhicules concernant une activation intempestive de l'AEB ont été enregistrées par Nissan. Sur ces réclamations, 12 concernaient une collision liée à l'activation du système. Quatre réclamations étaient liées à des blessures dont trois à des collisions. Les allégations de blessures se limitaient à des lésions de type tissu mou comme un coup de fouet cervical et des ecchymoses.
Aux États-Unis, 46 plaintes pour des véhicules de marque Honda ont été reçues dont trois concernent des accidents ou incendies et deux blessures.

#### Absence de freinage
Au Japon, certains utilisateurs ne comprennent pas le fonctionnement d'un système AEB : le nombre de cas dans lesquels des accidents sont suspectés d'avoir été causés par une sur-confiance du conducteur de voiture dans le système AEB en croyant qu'il fonctionnerait dans des situations où il ne fonctionne pas est en augmentation avec 72 cas en 2017, 101 cas en 2018 et 113 cas en 2019.